# Открытый чемпионат Европы по теннису
Открытый чемпионат Европы (англ. European Open Antwerp) — серия профессиональных международных теннисных турниров, проводившихся в различных городах Европы. Мужское соревнование в 2016—2024 годах относилось к категории ATP 250 и проходило в октябре, в бельгийском Антверпене, на крытых хардовых кортах, оборудованных на территории местной «Lotto Arena». Чемпионат имеют турнирную сетку, рассчитанную на 32 участника в одиночном разряде и 16 пар. Призовой фонд соревноания составляет 767 тысяч евро.

## История
Вывеска Чемпионат Европы по теннису впервые была использована для обозначения международных турниров в 1899-м году: в тот год такую приписку получил грунтовый приз в немецком Бад-Хомбурге. До 1915 года соревнование разыгрывалось ежегодно, после чего было закрыто из-за общеевропейского вооружённого конфликта. Турнир не был привязан к конкретному покрытию: было сыграно четыре соревнования на грунтовых кортах, три — в зале на паркете и восемь — на траве. В 1912-м и 1914-м годах кроме мужского одиночного турнира прошло соревнование и в женском одиночном разряде.
С 1976-го года общеевропейский теннисный союз играет три внутренних соревнования под именем Чемпионат Европы для игроков не старше четырнадцати, шестнадцати и восемнадцати лет. В 2024-м году соревнования принимали чешский Мост, итальянская Парма и австрийский Оберпуллендорф
В 1986-1994-м годах вывеска Открытый чемпионат Европы была использована в названии женского турнира в Швейцарии, который в тот период проходил в Лугано, Женеве и Люцерне. В 2016-2024-м годах опыт использования подобного наименования был повторён организаторами мужского турнира в Антверпене, а в 2019-2023-м годах — организаторами турнира в Гамбурге.

## Финалы турнира

### Одиночный разряд
| Год              | Чемпион               | Финалист           | Счёт                 |
| ---------------- | --------------------- | ------------------ | -------------------- |
| 2024             | Роберто Баутиста Агут | Иржи Легечка       | 7-5 6-1              |
| 2023 (Антверпен) | Александр Бублик      | Артюр Фис          | 6-4 6-4              |
| 2023 (Гамбург)   | Александр Зверев      | Ласло Дьере        | 7-5 6-3              |
| 2022 (Антверпен) | Феликс Оже-Альяссим   | Себастьян Корда    | 6-3 6-4              |
| 2022 (Гамбург)   | Лоренцо Музетти       | Карлос Алькарас    | 6-4 6-7(6) 6-4       |
| 2021 (Антверпен) | Янник Синнер          | Диего Шварцман     | 6-2 6-2              |
| 2021 (Гамбург)   | Пабло Карреньо Буста  | Филип Краинович    | 6-2 6-4              |
| 2020 (Антверпен) | Юго Эмбер             | Алекс де Минор     | 6-1 7-6(4)           |
| 2020 (Гамбург)   | Андрей Рублёв         | Стефанос Циципас   | 6-4 3-6 7-5          |
| 2019 (Антверпен) | Энди Маррей           | Стэн Вавринка      | 3-6 6-4 6-4          |
| 2019 (Гамбург)   | Николоз Басилашвили   | Андрей Рублёв      | 7-5 4-6 6-3          |
| 2018             | Кайл Эдмунд           | Гаэль Монфис       | 3-6 7-6(2) 7-6(4)    |
| 2017             | Жо-Вильфрид Тсонга    | Диего Шварцман     | 6-3 7-5              |
| 2016             | Ришар Гаске           | Диего Шварцман     | 7-6(4) 6-1           |
| 1914             | Гордон Лоу            | Альфред Бимиш      | 6-4 6-1 6-3          |
| 1913             | Джеймс Сесил Парк     | Гордон Лоу         | 6-2 7-5 6-1          |
| 1912             | Алджернон Кингскоут   | н/д                | н/д                  |
| 1910             | Билс Райт             | Эрнест Чарлтон     | 6-1 6-4 6-4          |
| 1909             | Мейджор Ричи (4)      | Сидней Адамс       | 3-6 6-3 6-0 6-0      |
| 1908             | Мейджор Ричи (3)      | Уолтер Кроули      | 10-8 6-8 2-3 — отказ |
| 1907             | Джеймс Сесил Парк     | Херберт Крейг      | 6-1 6-2 6-2          |
| 1906             | Фрэнк Райзли          | Джордж Бол-Грин    | 4-6 6-1 5-1 — отказ  |
| 1905             | Энтони Уайлдинг       | Джордж Гильярд     | 5-7 7-5 2-6 6-3 7-5  |
| 1904             | Мейджор Ричи (2)      | Макс Декюжи        | 7-5 6-2 6-4          |
| 1903             | Роберт Лерой          | Перси Пинкни       | 4-6 6-1 6-1 6-0      |
| 1902             | Лоуренс Дохерти       | Гарольд Махони     | 4-6 6-4 6-3 6-1      |
| 1901             | Макс Декюжи           | Поль Лебретон      | 6-4 6-3 6-3          |
| 1900             | Мейджор Ричи          | Гарольд Махони     | Без игры             |
| 1899             | Гарольд Махони        | Реджинальд Дохерти | Без игры             |

| Год  | Чемпионка                   | Финалистка       | Счёт           |
| ---- | --------------------------- | ---------------- | -------------- |
| 2023 | Аранча Рус                  | Нома Ноа-Акугуэ  | 6-0 7-6(3)     |
| 2022 | Бернарда Пера               | Анетт Контавейт  | 6-2 6-4        |
| 2021 | Елена-Габриэла Русе         | Андреа Петкович  | 7-6(6) 6-4     |
| 1994 | Линдсей Дэвенпорт (2)       | Лиза Реймонд     | 7-6(3) 6-4     |
| 1993 | Линдсей Дэвенпорт           | Николь Провис    | 6-1 4-6 6-2    |
| 1992 | Эми Фразье                  | Радка Зрубакова  | 6-4 4-6 7-5    |
| 1991 | Мануэла Малеева-Франьер (2) | Хелен Келеси     | 6-3 3-6 6-3    |
| 1990 | Барбара Паулюс (2)          | Хелен Келеси     | 2-6 7-5 7-6(3) |
| 1989 | Мануэла Малеева-Франьер     | Кончита Мартинес | 6-4 6-0        |
| 1988 | Барбара Паулюс              | Лори Макнил      | 6-4 5-7 6-1    |
| 1987 | Крис Эверт                  | Мануэла Малеева  | 6-3 4-6 6-2    |
| 1986 | Раффаэлла Реджи             | Мануэла Малеева  | 5-7 6-3 7-6(6) |
| 1914 | Дорис Ковелл-Крэддок        | Мэдлин О'Нилл    | 6-4 7-5        |
| 1912 | Винифред Макнейр            | Элизабет Райан   | 3-6 6-1 6-3    |

### Парный разряд
| Год              | Победители                             | Финалисты                           | Счёт              |
| ---------------- | -------------------------------------- | ----------------------------------- | ----------------- |
| 2024             | Лукас Мидлер Александр Эрлер           | Роберт Галлоуэй Александр Недовесов | 6-4 1-6 [10-8]    |
| 2023 (Антверпен) | Петрос Циципас Стефанос Циципас        | Ариэль Беар Адам Павласек           | 6-7(5) 6-4 [10-8] |
| 2023 (Гамбург)   | Кевин Кравиц (2) Тим Пюц (2)           | Йоран Влиген Сандер Жийе            | 7-6(4) 6-3        |
| 2022 (Антверпен) | Ботик ван де Зандсхюлп Таллон Грикспор | Рохан Бопанна Матве Мидделкоп       | 3-6 6-3 [10-5]    |
| 2022 (Гамбург)   | Ллойд Гласспул Харри Хелиёваара        | Рохан Бопанна Матве Мидделкоп       | 6-2 6-4           |
| 2021 (Антверпен) | Фабрис Мартен Николя Маю (2)           | Уэсли Колхоф Жан-Жюльен Ройер       | 6-0 6-1           |
| 2021 (Гамбург)   | Майкл Винус (3) Тим Пюц                | Кевин Кравиц Хория Текэу            | 6-3 6-7(3) [10-8] |
| 2020 (Антверпен) | Майкл Винус (2) Джон Пирс (2)          | Рохан Бопанна Матве Мидделкоп       | 6-3 6-4           |
| 2020 (Гамбург)   | Майкл Винус Джон Пирс                  | Иван Додиг Мате Павич               | 6-3 6-4           |
| 2019 (Антверпен) | Кевин Кравиц Андреас Мис               | Раджив Рам Джо Солсбери             | 7-6(1) 6-3        |
| 2019 (Гамбург)   | Оливер Марах Юрген Мельцер             | Уэсли Колхоф Робин Хасе             | 6-2 7-6(3)        |
| 2018             | Николя Маю Эдуар Роже-Васслен (2)      | Сантьяго Гонсалес Марсело Демолинер | 6-4 7-5           |
| 2017             | Скотт Липски Дивидж Шаран              | Сантьяго Гонсалес Хулио Перальта    | 6-4 7-5           |
| 2016             | Даниэль Нестор Эдуар Роже-Васслен      | Николя Маю Пьер-Юг Эрбер            | 6-4 6-4           |

| Год  | Победительницы                                                              | Финалистки                                                                  | Счёт                                                                        |
| ---- | --------------------------------------------------------------------------- | --------------------------------------------------------------------------- | --------------------------------------------------------------------------- |
| 2023 | Анна Данилина Александра Панова                                             | Мириам Колодзиёва Анжела Куликов                                            | 6-4 6-2                                                                     |
| 2022 | Софи Чанг Анжела Куликов                                                    | Мию Като Алдила Сутджиади                                                   | 6-3 4-6 [10-6]                                                              |
| 2021 | Жасмин Паолини Джил Тайхман                                                 | Астра Шарма Розали ван дер Хук                                              | 6-0 6-4                                                                     |
| 1994 | турнир остановлен во время четвертьфинальных матчей из-за погодных условий. | турнир остановлен во время четвертьфинальных матчей из-за погодных условий. | турнир остановлен во время четвертьфинальных матчей из-за погодных условий. |
| 1993 | Хелена Сукова Мэри-Джо Фернандес                                            | Мариэнн Вердель Линдсей Дэвенпорт                                           | 6-2 6-4                                                                     |
| 1992 | Элна Рейнах Эми Фразье                                                      | Мариэнн Вердель Карина Габшудова                                            | 7-5 6-2                                                                     |
| 1991 | Николь Брадтке Элизабет Смайли (2)                                          | Кати Каверцазио Мануэла Малеева-Франьер                                     | 6-1 6-2                                                                     |
| 1990 | Диэнн ван Ренсбург (2) Луиза Филд                                           | Элиза Бёрджин Бетси Нагельсен                                               | 5-7 7-6(2) 7-5                                                              |
| 1989 | Катрина Адамс Лори Макнил                                                   | Наталья Зверева Лариса Савченко-Нейланд                                     | 2-6 6-3 6-4                                                                 |
| 1988 | Диэнн ван Ренсбург Кристиан Жолиссен                                        | Мария Линдстрём Клаудиа Порвик                                              | 6-1 6-3                                                                     |
| 1987 | Бетси Нагельсен (2) Элизабет Смайли                                         | Лаура Гильдемайстер Катрин Танвье                                           | 4-6 6-4 6-3                                                                 |
| 1986 | Элиза Бёрджин Бетси Нагельсен                                               | Дженни Бирн Джанин Томпсон                                                  | 6-2 6-3                                                                     |